# Cycas aculeata
Cycas aculeata es una planta perteneciente al género Cycas, familia Cycadaceae, endémica de Vietnam, solamente se encuentra en estado natural en un reducido espacio de menos de 10 km², situado en la ladera sur de Hai Van Pass, paso montañoso que cruza la cordillera Annamita en el centro del país. Fue reconocida como especie independiente a finales de la década de 1990, se encuentra muy emparentada con Cycas balansae, nativa del suroeste de China.